# 黑部站
黑部站（日语：〔〕／ Kurobe eki */?）是屬於愛之風富山鐵道的鐵路車站，位於富山縣黑部市，車站編號為16。本站是黑部市的中心車站，名義上日本貨物鐵道亦有在此設站，但現時並沒有任何貨物列車以本站為總站，亦非以線外貨運站營運。
1922年至1969年間，富山地方鐵道亦曾在此設站，由本線的電鐵櫻井站伸延黑部支線至此，黑部支線廢除後，電鐵櫻井站改稱為電鐵黑部站，與本站有點距離。

## 車站結構

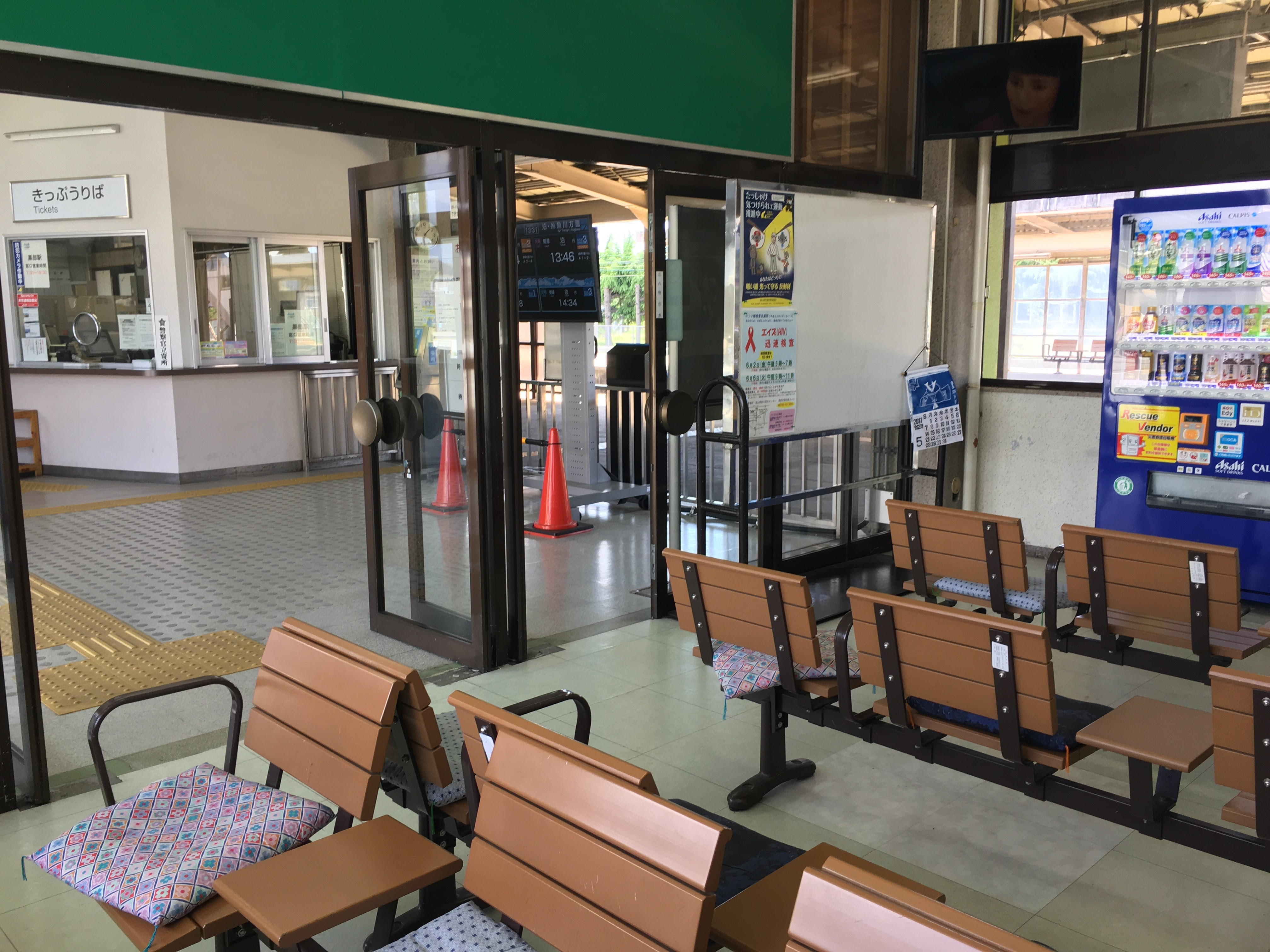
候車室(2017年5月)

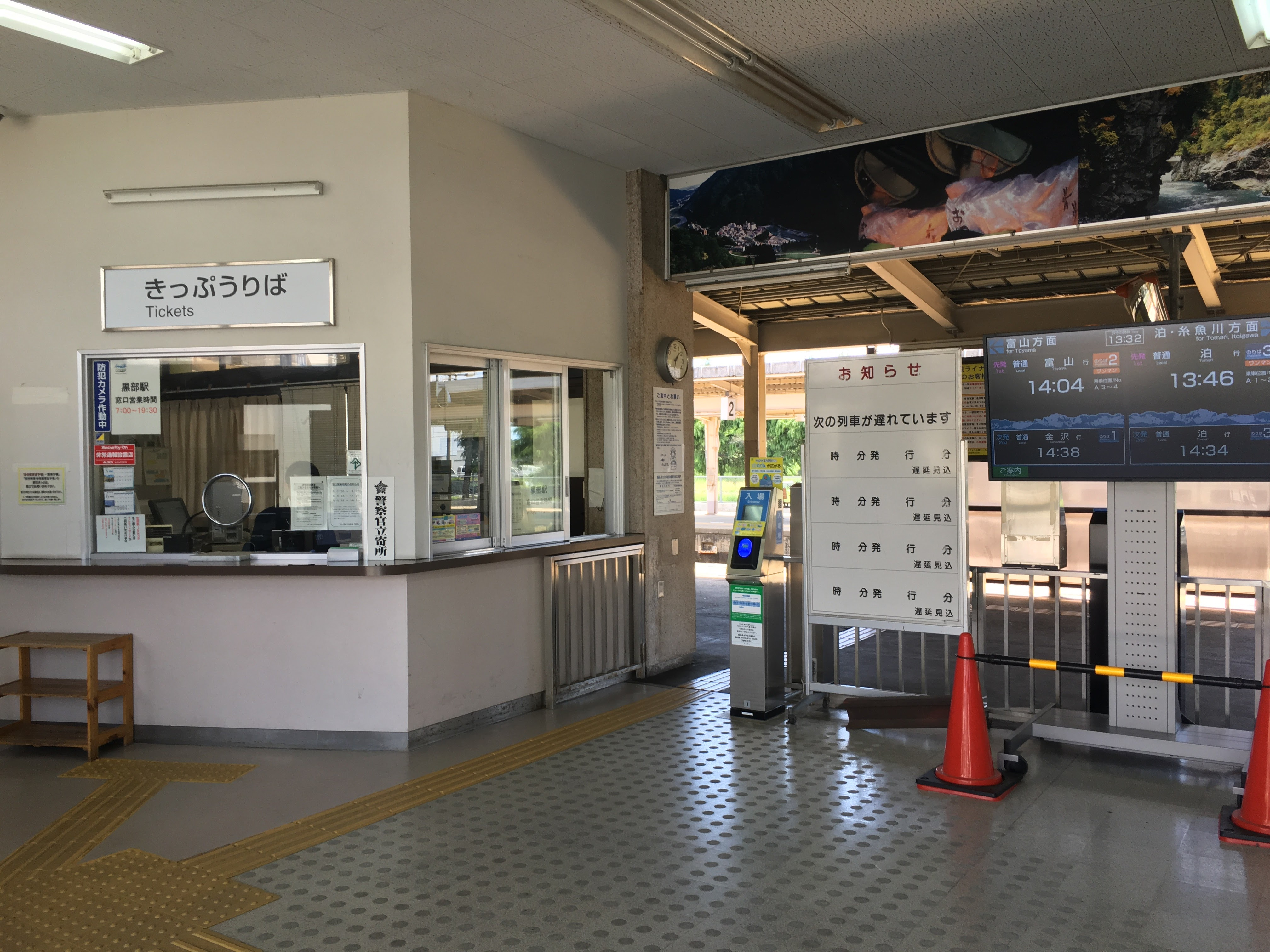
驗票口(2017年5月)

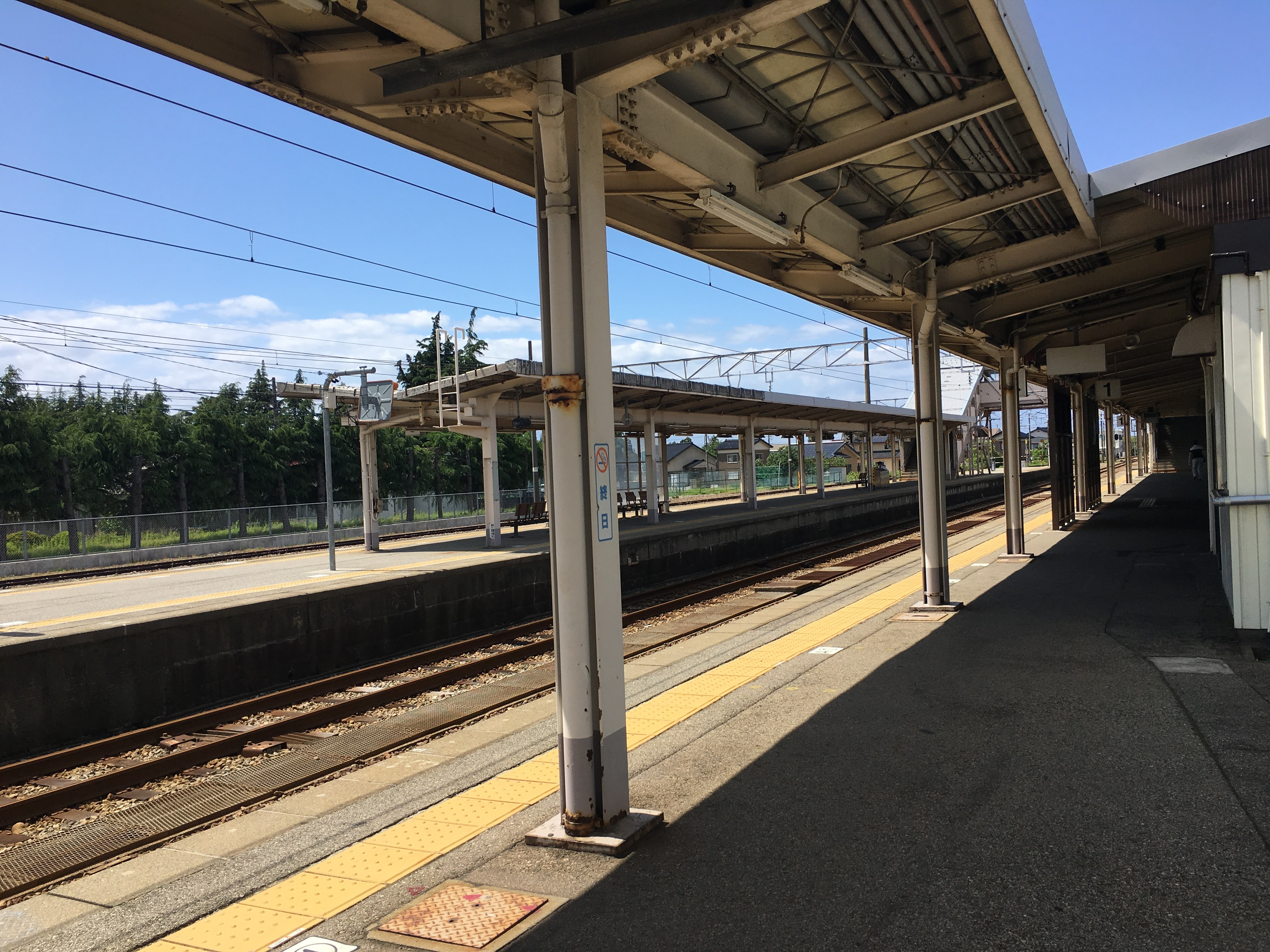
月台(2017年5月)

本站的站房為單層水泥平頂站房，為第二代車站。至於有關第1代站房的資料，現存的並不多，只知道為原址重建。位於中央為車站入口及人手閘口，右側原為便利商店「CHAO」，現時已閉店並改裝為候車室。左側為售票大廳，並設有自動售票機及服務櫃位，由正式站員駐守，為直營車站，櫃位亦承繼了JR時代的綠窗口功能，可以購買全國的JR車票及新幹線車票。最左側為舊有的車站職員留宿處，現時只用作儲物室之用，洗手間則設於最外側，需由側式月台進入。
站內設有側式月台及島式月台各1個，共提供2面3線的配置，主發月台為側式月台1號及島式月台外側的3號。島式月台內側的2號月台為區間車停車月台，只限由本站開出的區間車使用。月台間透過行人天橋連接。

### 月台配置
| 月台 | 路線              | 方向 | 目的地                                              | 備註                                |
| ---- | ----------------- | ---- | --------------------------------------------------- | ----------------------------------- |
| 1    | ■愛之風富山鐵道線 | 上行 | 富山、高岡、直通■IR石川鐵道線至金澤方向             | 此站始發等的一部分列車於2號月台開出 |
| 2、3 | ■愛之風富山鐵道線 | 下行 | 黑部、泊、直通越後心跳鐵道■日本海翡翠線至糸魚川方向 | 2號月台只限一部分列車               |

## 歷史
- 1910年4月16日：日本國有鐵道北陸本線魚津站～泊站延伸，開業，稱為「三日市站」。
- 1956年4月10日：改稱為「黑部站」。
- 1967年8月：第2代站舍投入使用。
- 1984年2月1日：停止貨物提取服務。
- 1985年3月14日：停止手提行李提取服務。
- 1987年4月1日：國鐵分割民營化，成為西日本旅客鐵道（JR西日本）及日本貨物鐵道（JR貨物）車站。
- 1996年3月16日：定期貨物列車取消。
- 2015年：

- 3月14日：北陸新幹線開業，改交由愛之風富山鐵道接管。
- 3月26日：開始可使用ICOCA，加設增值機及在櫃位發售新卡。

- 2022年3月12日：因應新富山口站開業，車站編號由「15」改為「16」。

## 使用人數
| 推算乘車人數 | 推算乘車人數 | 推算乘車人數 |
| 年度         | 1日平均人數  |              |
| ------------ | ------------ | ------------ |
| 2004         | 1,584        |              |
| 2005         | 1,615        |              |
| 2006         | 1,612        |              |
| 2007         | 1,590        |              |
| 2008         | 1,584        |              |
| 2009         | 1,491        |              |
| 2010         | 1,442        |              |
| 2011         | 1,455        |              |
| 2012         | 1,501        |              |
| 2013         | 1,499        |              |

## 相鄰車站
愛之風富山鐵道
■愛之風富山鐵道
快速「愛之風Liner」
魚津 (15) －黑部 (16) －入善 (19)
普通
魚津 (15) －黑部 (16) －生地 (17)

## 外部連結
- 愛之風富山鐵道黑部站公式網頁 （页面存档备份，存于） （日語）